# NGC 4780
NGC 4780 é uma galáxia espiral barrada (SBc) localizada na direcção da constelação de Virgo. Possui uma declinação de -08° 37' 15" e uma ascensão recta de 12 horas, 54 minutos e 05,2 segundos.
A galáxia NGC 4780 foi descoberta em 1882 por Ernst Wilhelm Leberecht Tempel.